# قطعنامه ۸۸۸ شورای امنیت
قطعنامه ۸۸۸ شورای امنیت سازمان ملل متحد که در تاریخ ۳۰ نوامبر ۱۹۹۳ تصویب شد، سندی بین‌المللی دربارهٔ وضعیت در السالوادور است. این قطعنامه طی نشست ۳۳۲۱ام با ۱۵ رای موافق، ۰ مخالف و ۰ ممتنع تصویب شد.